# Achilia pandemica
 Achilia pandemica este o specie de coleoptere care aparține genului Achilia, familia Staphylinidae. Specia, endemică în Chile, a fost studiată și descrisă formal pentru prima dată în 2021, iar epitetul specific pandemica face referire la pandemia de coronaviroză din acea perioadă. Insecta a fost descrisă împreună cu alte două specii ale aceluiași gen, Achilia covidia și Achilia quarantena.